# Бессарабівська сільська рада
Бессара́бівська сільська́ ра́да — адміністративно-територіальна одиниця та орган місцевого самоврядування в Кегичівському районі Харківської області. Адміністративний центр — село Бессарабівка.

## Загальні відомості
- Бессарабівська сільська рада утворена в 1991 році.
- Територія ради: 46,865 км²
- Населення ради: 782 особи (станом на 2001 рік)
- Територією ради протікає річка Багата.

## Населені пункти
Сільській раді були підпорядковані населені пункти:
- с. Бессарабівка
- с. Коханівка

## Склад ради
Рада складалася з 14 депутатів та голови.
- Голова ради: Герасименко Валентина Григорівна
- Секретар ради: Авраменко Олена Олексіївна

### Керівний склад попередніх скликань
| Прізвище, ім'я, по батькові      | Основні відомості                                                                       | Дата обрання | Дата звільнення |
| -------------------------------- | --------------------------------------------------------------------------------------- | ------------ | --------------- |
| Герасименко Валентина Григорівна | Сільський голова, 1959 року народження, освіта середня спеціальна, член Народної партії | 26.03.2006   | 31.10.2010      |
| Герасименко Валентина Григорівна | Сільський голова, 1959 року народження, освіта середня спеціальна, член Партії регіонів | 31.10.2010   |                 |

Примітка: таблиця складена за даними сайту Верховної Ради України

### Депутати
За результатами місцевих виборів 2010 року депутатами ради стали:

#### За суб'єктами висування
| Суб'єкт висування                                       | Кількість обраних депутатів | %    |
| ------------------------------------------------------- | --------------------------- | ---- |
| Партія регіонів                                         | 10                          | 71,4 |
| Соціалістична партія України                            | 3                           | 21,4 |
| Політична партія Всеукраїнське об'єднання «Батьківщина» | 1                           | 7,1  |

#### За округами
| № округу                                                | Прізвище, ім'я, по батькові        | Дата визнання обраним | Освіта             | Партійна приналежність                        | Відомості про обраного депутата                          |
| ------------------------------------------------------- | ---------------------------------- | --------------------- | ------------------ | --------------------------------------------- | -------------------------------------------------------- |
| Партія регіонів                                         |                                    |                       |                    |                                               |                                                          |
| 1                                                       | Махов Володимир Володимирович      | 01.11.2010            | середня            | член Партії регіонів                          | Кегичівська філія «Райавтодор», механік                  |
| 2                                                       | Наконечний Володимир Володимирович | 01.11.2010            | середня            | член Партії регіонів                          | ТОВ Аграрний дім ім. Горького, механізатор               |
| 3                                                       | Авраменко Олена Олексіївна         | 01.11.2010            | незакінчена вища   | член Партії регіонів                          | Бессарабівська сільська рада, секретар                   |
| 4                                                       | Тиква Віктор Михайлович            | 01.11.2010            | незакінчена вища   | член Партії регіонів                          | ТОВ Аграрний дім ім. Горького, агроном                   |
| 5                                                       | Парамонов Вячеслав Володимирович   | 01.11.2010            | незакінчена вища   | член Партії регіонів                          | ВАТ «Харківгаз», старший майстер                         |
| 7                                                       | Юсова Ірина Володимирівна          | 01.11.2010            | вища               | член Партії регіонів                          | Бессарабівська загальноосвітня школа І-ІІІ ст., директор |
| 9                                                       | Руда Анастасія Сергіївна           | 09.12.2012            | середня спеціальна | член Партії регіонів                          | Бессарабівська сільська рада, головний бухгалтер         |
| 11                                                      | Киба Роман Петрович                | 01.11.2010            | вища               | член Партії регіонів                          | ТОВ Аграрний дім ім. Горького, інженер                   |
| 13                                                      | Лещишин Ігор Іванович              | 01.11.2010            | вища               | член Партії регіонів                          | тимчасово не працює                                      |
| 14                                                      | Твердохліб Сергій Миколайович      | 01.11.2010            | вища               | член Партії регіонів                          | приватний підприємець                                    |
| Політична партія Всеукраїнське об'єднання «Батьківщина» |                                    |                       |                    |                                               |                                                          |
| 12                                                      | Войтенко Вікторія Василівна        | 01.11.2010            | незакінчена вища   | член Всеукраїнського об'єднання «Батьківщина» | Бессарабівська сільська АСМ, мол. мед сестра             |
| Соціалістична партія України                            |                                    |                       |                    |                                               |                                                          |
| 6                                                       | Ляпін Олександр Іванович           | 01.11.2010            | середня            | позапартійний                                 | ТОВ Аграрний дім ім. Горького, зав гаражем               |
| 8                                                       | Степаненко Ольга Володимирівна     | 01.11.2010            | середня            | позапартійна                                  | ТОВ Аграрний дім ім. Горького, оператор заправки         |
| 10                                                      | Пахуща Ольга Миколаївна            | 01.11.2010            | вища               | позапартійна                                  | ТОВ Аграрний дім ім. Горького, економіст                 |